# Benthophiloides
Benthophiloides är ett släkte av fiskar. Benthophiloides ingår i familjen smörbultsfiskar.
Kladogram enligt Catalogue of Life:
| Benthophiloides | \| \| Benthophiloides brauneri \| \| \| \| \| \| Benthophiloides turcomanus \| \| \| \| |
|                 | \| \| Benthophiloides brauneri \| \| \| \| \| \| Benthophiloides turcomanus \| \| \| \| |
|                 | Benthophiloides brauneri                                                                |
|                 |                                                                                         |
|                 | Benthophiloides turcomanus                                                              |
|                 |                                                                                         |

## Bildgalleri

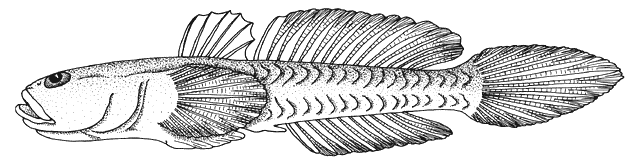